# Radenkovac
Radenkovac (en serbe cyrillique : Раденковац) est un village de Serbie situé dans la municipalité de Sokobanja, district de Zaječar. Au recensement de 2011, il comptait 69 habitants.

## Démographie
| 1948 | 1953 | 1961 | 1971 | 1981 | 1991 | 2002 | 2011 |
| ---- | ---- | ---- | ---- | ---- | ---- | ---- | ---- |
| 572  | 557  | 526  | 365  | 252  | 175  | 114  | 69   |

|  |